# قرار مجلس الأمن التابع للأمم المتحدة رقم 30
قرار مجلس الأمن التابع للأمم المتحدة رقم 30، المعتمد في 25 أغسطس 1947، بعد الاطلاع على رغبة كل من القوميين الهولنديين والإندونيسيين في الثورة الوطنية الإندونيسية في الامتثال لقرار مجلس الأمن رقم 27، طلب من كل عضو من أعضائه استدعاء ضابط دبلوماسي من باتافيا لإرشادهم بشأن الوضع.
اعتمد القرار بسبعة أصوات، مع امتناع أربعة عن التصويت من كولومبيا وبولندا والاتحاد السوفيتي والمملكة المتحدة.